# Атанасиу, Александру
Александру Атанасиу (рум. Alexandru Athanasiu; род. 1 января 1955, Бухарест) — румынский политик и юрист. Бывший лидер Социал-демократической партии, является членом СДП с 2001 года. Атанасиу занимал должность премьер-министра на временной основе с 13 до 22 декабря 1999 года, возглавлял Демократическую конвенцию Румынии после отставки кабинета Раду Василе. С 1 января 2007 года, со вступлением Румынии в Европейского союза, Атанасиу стал членом Европейского парламента от СДП (группа Партии европейских социалистов).
Автор ряда научных работ, он является получателем кандидат юридических наук, а также профессором Бухарестского университета (с 1999 года). В 1995 году его книга Legea Asigurărilor Sociale («Закон о социальном обеспечении») получил премию Симеона Бэрнуциу Румынской академии.

## Биография
Родился в Бухаресте. Атанасиу учился в средней школе имени Георгия Лазаря в Бухаресте, а затем окончил юридический факультет Бухарестского университета. Между 1978 и 1982 году он работал в Апелляционном суде Бухареста.
Вступив в созданную Социал-демократическую партию после румынской революции 1989 года, Атанасиу был впервые избран в парламент как депутат в 1992 году, представляя Бухарест, входил в Комитет по труду и социальной защиты.
Министр труда в кабинетах Виктора Чорбя и Раду Василе. В 1999 году возглавил СДП.
В 2000 году он был избран в Сената Румынии, представляя Бухарест (переизбран в 2004 году, представляя уезд Бихор); входил в Комитет по внешней политике. В 2003—2004 годах Атанасиу также работал министром образования в кабинете Адриана Нэстасе.
Атанасиу женат, имеет двух детей.

## Внешние источники
- Профиль на сайте Европарламента  (англ.)
- Официальное фото на сайте Европарламента  (англ.)